# Jean Le Houx
Jean Le Houx (vers 1540-1616) est un poète, peintre et avocat normand né à Vire (Calvados). Il est l'auteur de nombreuses chansons bachiques (également appelées Vaux de Vire ou vaudevires, du nom d'un lieu près de la ville de Vire) ainsi que d'un recueil de cantiques spirituels. Une tradition erronée a pendant longtemps attribué ses chants à un autre poète virois, Olivier Basselin.

## Biographie
Jean Le Houx est né à Vire, dans le Calvados, vers le milieu du XVIe siècle (l’année de sa naissance varie entre 1545 et 1555 selon les sources), ville où il meurt en 1616. En dépit des guerres de Religion qui touchèrent fortement la Basse-Normandie dans la seconde moitié du XVIe siècle (et la ville de Vire précisément, qui fut prise et pillée à plusieurs reprises), il mena vraisemblablement une existence bourgeoise. Issu d’une famille aisée, il se maria deux fois, fut le père de six enfants ; le poète Thomas Sonnet de Courval, son ami, dans le “Tombeau” qu’il composa pour lui à sa mort, le dit “extrêmement pieux”. Après des études de droit, Jean Le Houx exerça la profession d’avocat (avec plus ou moins de bonheur, si l’on en croit les récriminations qu’il adresse à ses confrères dans ses chants), profession qui lui conférait certainement une position sociale respectée.
Jean Le Houx dut publier sans nom d’auteur une première édition de ses chansons entre 1570 et 1580. Une source tardive, qui mériterait d’être confirmée (les Mémoires pour servir à l’histoire de la ville de Vire, de Renault Lecoq, 1702), rapporte que ces chansons déplurent au clergé local qui fit détruire le tirage et refusa l’absolution au jeune poète. Pour l’obtenir, celui-ci aurait accompli un pèlerinage à Rome, dont il serait revenu avec le surnom de “Romain”.
Si l’épisode romain tient sans doute de la légende, il n’est pas impossible en revanche que le poète ait eu des démêlés avec l’Église catholique en raison de la nature bachique et satirique de ses vers. On aurait pourtant du mal à voir quelque impiété dans ses chansons, mais l’époque à laquelle il vécut était agitée par l’une des plus grandes crises religieuses de l’Histoire et, de fait, loin d’être tolérante.
Vers la fin de sa vie, Jean Le Houx délaissa le genre bachique pour se consacrer à l’écriture d’un recueil de noëls, ces cantiques spirituels que l’on chantait le soir en famille pendant l’Avent et la nuit de Noël pour célébrer la naissance du Christ. Le contraste avec les chants bachiques est saisissant. Si l’on reconnaît bien l’habileté du poète à manier le vers, le ton, lui, a changé : de satirique et léger il est devenu grave, empreint même d’une certaine solennité. Redoublement de piété à l’approche de la mort ou volonté de se racheter et de laisser de lui une image plus “orthodoxe” ? Peut-être un peu des deux...
Nous ne savons pas quelle fut la popularité des chansons de Jean Le Houx de son vivant, en Normandie et ailleurs. Plusieurs d’entre elles furent publiées dans des recueils de poésies et de chansons, et le poète lui-même affirme qu’elles “ont pris cours en la patrie”. Quoi qu’il en soit, la postérité effaça rapidement son nom. Une tradition erronée attribua en effet ses vers à un autre poète virois, Olivier Basselin, ayant vécu dans la première moitié du XVe siècle... soit plus de cent ans avant lui. Cette tradition n’accordait au mieux à Jean Le Houx que le fait d’avoir “rajeuni” les chansons d’Olivier Basselin dans la langue et le style du XVIe siècle. Il fallut attendre la découverte du manuscrit autographe du poète en 1833 et les recherches de plusieurs historiens et érudits pour que, dans la seconde moitié du XIXe siècle, on rende son œuvre – et son nom – à Jean Le Houx.
L'historien et homme de lettres normand Armand Gasté publia en 1875 une édition basée sur le manuscrit autographe du poète, Les Vaux de Vire de Jean Le Houx, publiés pour la première fois sur le manuscrit autographe du poète, chez Alphonse Lemerre. En 2018, les Éditions Lurlure publient une anthologie des chansons de Jean Le Houx constituée sur cette édition.

## Pour approfondir